# جون بورنس (لاعب كرة قاعدة أمريكي)
جون بورنس (بالإنجليزية: John Burns)‏ هو لاعب كرة قاعدة أمريكي، (ولد في بروكلين في الولايات المتحدة فبراير 1861  م).

## وصلات خارجية
- جون بورنس (لاعب كرة قاعدة أمريكي) على موقعبيزبول رفرنس.كوم (الدوري الرئيسي) (الإنجليزية)
- جون بورنس (لاعب كرة قاعدة أمريكي) على موقعبيزبول رفرنس.كوم (الدوري الثانوي) (الإنجليزية)